# Rio Estère
O rio Estère é um rio do Haiti, localizado no departamento de Artibonite, e que dá nome a uma das comunas do Haiti.
Ao aproximar-se da costa, o rio se divide em três braços principais, dois dos quais seguem para o mar, enquanto um se torna afluente do rio Artibonite. Os pontos da costa haitiana onde se desembocam as duas outras ramificações do rio Estère são a Baía de Grand-Pierre, próximo à vila de Grande-Saline, e a Baía de Tortuga, perto de Gonaïves.